# Goniocidaris balinensis
Goniocidaris balinensis is een zee-egel uit de familie Cidaridae.
De wetenschappelijke naam van de soort werd in 1932 gepubliceerd door Theodor Mortensen.